# Pterolophia subropicoides
Pterolophia subropicoides är en skalbaggsart som beskrevs av Stefan von Breuning 1968. Pterolophia subropicoides ingår i släktet Pterolophia och familjen långhorningar. Inga underarter finns listade i Catalogue of Life.